# 341958 Chrétien
341958 Chrétien è un asteroide della fascia principale. Scoperto nel 2008, presenta un'orbita caratterizzata da un semiasse maggiore pari a 2,4207841 UA e da un'eccentricità di 0,1890382, inclinata di 4,12220° rispetto all'eclittica.